# Olympische Winterspiele 1998/Rennrodeln
Bei den XVIII. Olympischen Winterspielen 1998 in Nagano fanden drei Wettbewerbe im Rennrodeln statt. Austragungsort war die Bob- und Rodelbahn Spiral im Stadtbezirk Asakawa.

## Bilanz

### Medaillenspiegel
| Platz | Land               | Gold | Silber | Bronze | Gesamt |
| ----- | ------------------ | ---- | ------ | ------ | ------ |
| 1     | Deutschland        | 3    | 1      | 1      | 5      |
| 2     | Vereinigte Staaten | –    | 1      | 1      | 2      |
| 3     | Italien            | –    | 1      | –      | 1      |
| 4     | Österreich         | –    | –      | 1      | 1      |

### Medaillengewinner
| Konkurrenz       | Gold                        | Silber                    | Bronze                       |
| ---------------- | --------------------------- | ------------------------- | ---------------------------- |
| Einsitzer Männer | Georg Hackl                 | Armin Zöggeler            | Jens Müller                  |
| Einsitzer Frauen | Silke Kraushaar             | Barbara Niedernhuber      | Angelika Neuner              |
| Doppelsitzer     | Stefan Krauße, Jan Behrendt | Chris Thorpe, Gordy Sheer | Mark Grimmette, Brian Martin |

## Ergebnisse
(alle Laufzeiten in Sekunden, Gesamtzeiten in Minuten)

### Einsitzer Männer
| Platz | Land | Sportler           | 1. Lauf | 2. Lauf | 3. Lauf | 4. Lauf | Gesamt   |
| ----- | ---- | ------------------ | ------- | ------- | ------- | ------- | -------- |
| 1     | GER  | Georg Hackl        | 49,619  | 49,573  | 49,614  | 49,630  | 3:18,436 |
| 2     | ITA  | Armin Zöggeler     | 49,715  | 49,690  | 49,737  | 49,797  | 3:18,939 |
| 3     | GER  | Jens Müller        | 49,954  | 49,700  | 49,729  | 49,710  | 3:19,093 |
| 4     | AUT  | Markus Prock       | 49,861  | 49,732  | 49,863  | 50,200  | 3:19,656 |
| 5     | AUT  | Markus Kleinheinz  | 50,016  | 49,779  | 49,918  | 50,011  | 3:19,724 |
| 6     | USA  | Wendel Suckow      | 50,069  | 49,871  | 49,908  | 49,880  | 3:19,728 |
| 7     | AUT  | Gerhard Gleirscher | 50,161  | 49,816  | 49,911  | 49,897  | 3:19,785 |
| 8     | ITA  | Reinhold Rainer    | 50,105  | 50,008  | 49,897  | 49,936  | 3:19,946 |
| 9     | USA  | Adam Heidt         | 50,401  | 49,899  | 49,971  | 49,827  | 3:20,098 |
| 10    | ITA  | Norbert Huber      | 50,100  | 50,129  | 50,026  | 49,883  | 3:20,138 |
|       |      |                    |         |         |         |         |          |
| 12    | GER  | Karsten Albert     | 50,353  | 50,172  | 50,080  | 50,499  | 3:21,104 |
| 22    | SUI  | Reto Gilly         | 50,594  | 50,646  | 51,485  | 50,627  | 3:23,352 |

1. und 2. Lauf: 8. Februar 1998 (14:00 Uhr bzw. 15:40 Uhr) 

3. und 4. Lauf: 9. Februar 1998 (14:00 Uhr bzw. 15:45 Uhr)
34 Teilnehmer aus 18 Ländern, davon 32 in der Wertung. Disqualifiziert u. a.: Albert Demtschenko (RUS).

### Einsitzer Frauen
| Platz | Land | Sportlerin                 | 1. Lauf | 2. Lauf | 3. Lauf | 4. Lauf | Gesamt   |
| ----- | ---- | -------------------------- | ------- | ------- | ------- | ------- | -------- |
| 1     | GER  | Silke Kraushaar            | 51,197  | 51,178  | 50,787  | 50,617  | 3:23,779 |
| 2     | GER  | Barbara Niedernhuber       | 51,216  | 51,103  | 50,837  | 50,625  | 3:23,781 |
| 3     | AUT  | Angelika Neuner            | 51,417  | 51,286  | 50,945  | 50,605  | 3:24,253 |
| 4     | GER  | Susi Erdmann               | 51,475  | 51,348  | 50,895  | 50,731  | 3:24,449 |
| 5     | AUT  | Andrea Tagwerker           | 51,518  | 51,335  | 50,990  | 50,648  | 3:24,491 |
| 6     | USA  | Erin Warren                | 51,644  | 51,461  | 51,364  | 50,859  | 3:25,328 |
| 7     | USA  | Cammy Myler                | 51,795  | 51,654  | 51,219  | 50,807  | 3:25,475 |
| 8     | USA  | Bethany Calcaterra-McMahon | 51,696  | 51,651  | 51,296  | 50,915  | 3:25,558 |
| 9     | ITA  | Gerda Weißensteiner        | 51,744  | 51,998  | 51,415  | 50,956  | 3:26,113 |
| 10    | AUT  | Sonja Manzenreiter         | 51,892  | 51,828  | 51,369  | 51,183  | 3:26,272 |
|       |      |                            |         |         |         |         |          |
| 26    | ITA  | Doris Preindl              | 52,178  | 52,107  | 51,638  | 55,373  | 3:31,296 |

1. und 2. Lauf: 10. Februar 1998 (14:00 Uhr bzw. 15:30 Uhr) 

3. und 4. Lauf: 11. Februar 1998 (14:00 Uhr bzw. 15:30 Uhr)
29 Teilnehmerinnen aus 15 Ländern, alle in der Wertung.

### Doppelsitzer
| Platz | Land | Sportler                                   | 1. Lauf | 2. Lauf | Gesamt   |
| ----- | ---- | ------------------------------------------ | ------- | ------- | -------- |
| 1     | GER  | Stefan Krauße, Jan Behrendt                | 50,592  | 50,513  | 1:41,105 |
| 2     | USA  | Chris Thorpe, Gordy Sheer                  | 50,634  | 50,493  | 1:41,127 |
| 3     | USA  | Mark Grimmette, Brian Martin               | 50,716  | 50,501  | 1:41,217 |
| 4     | AUT  | Tobias Schiegl, Markus Schiegl             | 50,846  | 50,575  | 1:41,421 |
| 5     | ITA  | Kurt Brugger, Wilfried Huber               | 50,897  | 50,891  | 1:41,768 |
| 6     | ITA  | Gerhard Plankensteiner, Oswald Haselrieder | 51,084  | 50,833  | 1:41,917 |
| 7     | UKR  | Ihor Urbanskyj, Andrij Muchin              | 51,262  | 50,706  | 1:41,968 |
| 8     | GER  | Steffen Skel, Steffen Wöller               | 51,408  | 50,816  | 1:42,224 |
| 9     | RUS  | Danil Tschaban, Wiktor Kneib               | 51,370  | 51,023  | 1:42,393 |
| 10    | RUS  | Albert Demtschenko, Semjon Kolobajew       | 51,515  | 51,041  | 1:42,556 |

Datum: 13. Februar 1998, 14:00 Uhr (1. Lauf), 15:10 Uhr (2. Lauf)
17 Teams aus 11 Ländern, alle in der Wertung.